# 自由主義史観
自由主義史観（じゆうしゅぎしかん）とは、日本の社会科教育学者の藤岡信勝（当時東京大学教授）の唱えた歴史検証法および史観。

## 定義
提唱者や支持者は、「大東亜戦争肯定史観」と「東京裁判史観」「コミンテルン史観」のいずれにも与しない立場を取っているとしており、「自由主義」という名前を冠しているのも、これらを廃した自由な史観だからだという意味で、（政治思想の）自由主義とはもともと関係がないので注意を要する。
藤岡の著書『自由主義史観とは何か』によると、ここでの自由主義は「個人主義ないし個人の自律性にそれぞれ志向するイデオロギー」ということで、左翼的な史観が支配的だった戦後の歴史学や教育学から、「自由」ということであり、具体的には、東京裁判や南京事件など自虐史観とされる特定の論点について、疑問を投げかけて再考を促し、批判する。そのため、一方で反対論者からは「歴史修正主義（修正主義）」や「新皇国史観」と呼ばれて批判されるため、立場によって呼び方が異なることがある。
唯物史観論者の永原慶二は、『「自由主義史観」批判』の中で西尾幹二の『国民の歴史』を批判している。

## その他
1996年から1998年にかけて、産経新聞で、藤岡の「教科書が教えない歴史」が連載された（のちに書籍化）。主導したのは編集局長住田良能。自由主義史観に立った「新しい歴史教科書市販本」を出版した扶桑社は、共にフジサンケイグループである。自由主義史観に肯定的な立場の「ゴーマニズム宣言」がベストセラーとなったこともある。